# 韩范 (汉朝)
韩范（2世纪—3世纪），东汉末年易阳令，从属于军阀大将军袁绍之子和继承人袁尚。
建安九年（204年）二月，司空曹操围攻袁尚大本营邺城，四月又攻破了邯郸。韩范诈降曹操，实则自守，曹操派偏将军徐晃前去攻打，徐晃兵临城下，给韩范写了封信，用箭射入城中，陈明利害，劝韩范投降。韩范被说服后改变主张，决定以全城投降。涉县长梁岐也举县投降。徐晃劝告曹操说：“如今袁谭（袁尚兄长，自称车骑将军）、袁尚还没有被击败，没有攻下的城池都等待消息，如果今日灭了易阳，明日那些城池都会死命防守，河北就没有平定的那一天了。请求您招降易阳来给各城看，那样他们都会望风归顺。”曹操采纳了他的意见，赐韩范、梁岐爵关内侯。于是曹操很快地翦除邺城羽翼，攻克邺城，夺得冀州。